# 胡塞馬
胡塞馬（阿拉伯语：‎）是非洲北部國家摩洛哥的城市，也是塔扎-胡塞馬-陶納特大區的首府，位於休達以東155公里和梅利利亞以西100公里，海拔高度37米，建城於1925年，主要經濟產業有旅遊業和漁業，2004年395,644。胡塞馬和周邊村莊在十年內遭受兩次大地震破壞，發生在1994年5月26日和2004年2月24日，強度分別是黎克特制6.0級和6.4級。

## 外部連結
- Al Hoceima Photos （页面存档备份，存于） (English)
- City Of Alhoceima Website （页面存档备份，存于） (English)
- （西班牙文） Www.Alhucemas.info Portail Touristique Et Commerciale De La Ville D'AlHucemas'
- （法文） Www. Alhoceima.info Portal de información de la ciudad de Alhoceima'
- Entry in Lexicorient （页面存档备份，存于） (not appropriate as an external link)
- Pictures about Al-Hoceima （页面存档备份，存于） (Thmazight)

35°15′N 3°56′W / 35.250°N 3.933°W